# CHEK2
CHEK2（checkpoint kinase 2）は、セリン/スレオニンキナーゼCHK2をコードするがん抑制遺伝子である。CHK2は、DNA損傷に応答したDNA修復、細胞周期の停止やアポトーシスに関与している。CHEK2遺伝子の変異はさまざまながんと関係している。

## 遺伝子
CHEK2遺伝子は22番染色体の長腕12.1（22q12.1）に位置しており、28,687,742番塩基対から28,741,904番塩基対にわたっている。

## タンパク質構造
CHEK2遺伝子にコードされるCHK2タンパク質は、セリン/スレオニンキナーゼである。タンパク質は543アミノ酸からなり、次のドメインから構成される。
- N末端のSQ/TQクラスタードメイン（SCD）
- 中央部のフォークヘッド関連（FHA）ドメイン
- C末端のセリン/スレオニンキナーゼドメイン（KD）

SCDドメインは複数のSQ/TQモチーフを含んでおり、DNA損傷に応答したリン酸化部位として機能する。中でも最も注目すべき、高頻度リン酸化部位はThr68である。
CHK2は不活性状態では単量体であるようである。しかし、DNA損傷によってSCDがリン酸化されると、CHKの二量体化が引き起こされる。SCDに位置するリン酸化Thr68がFHAドメインと相互作用することで二量体が形成される。タンパク質の二量体化後、自己リン酸化によってKDが活性化される。いったんKDが活性化されると、CHK2二量体は解離する。

## 機能と機構
CHK2はがん抑制因子として機能する。CHK2は細胞分裂を調節し、速すぎる細胞分裂や、無制御な分裂を防ぐ能力を持つ。
DNAに二本鎖切断が起こると、CHK2が活性化される。具体的には、DNA損傷によって活性化されるPI3K関連キナーゼ（PIKK）ファミリーのタンパク質ATMがCHK2のThr68をリン酸化し活性化する。CHK2は活性化されるとCDC25 ホスファターゼを含む下流の標的をリン酸化する。CDC25はサイクリン依存性キナーゼ（CDK）を脱リン酸化して活性化する。そのため、CHK2によるCDC25の阻害は細胞が有糸分裂に入るのを防ぐ。さらに、CHK2タンパク質は、p53を含む他のいくつかのタンパク質とも相互作用する。CHK2によるp53の安定化は、細胞周期のG1期での停止を引き起こす。CHK2は細胞周期関連転写因子 E2F1や、アポトーシス（プログラム細胞死）に関与するPMLをリン酸化することが知られている。

## がんとの関係
CHK2タンパク質はDNA損傷チェックポイントにおいて重要な役割を果たしている。そのため、CHEK2遺伝子の変異はさまざまながんの原因として認識されている。
1999年、CHEK2の遺伝的変異ががんに対する遺伝的感受性と対応していることが発見された。Bellらは、リ・フラウメニ症候群（LFS）の4家族とリ・フラウメニ様症候群（LFL）の18家族でCHEK2の3つの生殖系列変異を発見した。この発見以降、3つの変異のうち2つ（キナーゼドメインのエクソン10の欠失とFHAドメインのエクソン3のミスセンス変異）は、乳がんや他のがんに対する遺伝的感受性とも関連付けられた。しかし、LFSとLFLの患者のスクリーニングにより、CHEK2遺伝子の個々のミスセンス変異はほとんど見られないか、きわめて稀であることが明らかにされた。さらに、エクソン10の欠失もLFSとLFLでは稀であることが判明した。これらの研究からの証拠は、CHEK2はリ・フラウメニ症候群の素因となる遺伝子ではないことを示唆している。

### 乳がん
CHEK2遺伝子の遺伝的変異は、乳がんの特定の症例と関連付けられている。最も特筆すべきなのは、エクソン10の1100番ヌクレオチドの一塩基欠失（1100delC）である。この変異によって、キナーゼドメインが切り詰められた、機能を持たないCHK2タンパク質が産生される。正常なCHK2タンパク質の喪失によって、細胞分裂の調節異常、DNA損傷の蓄積が生じ、多くの場合腫瘍形成が引き起こされる。CHEK2*1100delC変異は東欧・北欧系で最も多くみられ、これらの集団内では100人から200人に1人の割合でみられる。しかし、北米ではその頻度は333人から500人に1人程度にまで低下する。スペインやインドではほぼ見られない。CHEK2*1100delC変異は乳がんのリスクを2倍、男性では10倍増加させることが研究で示されている。
FHAドメインのエクソン3のI157T変異も乳がんと関連付けられているが、1100delC変異よりもリスクは低い。アメリカ合衆国では乳がんの約1.2％がこの変異を原因とするものであると推計されている。
さらに2つの遺伝的変異、キナーゼドメインのエクソン11のS428F変異とN末端領域エクソン1のP85L変異もアシュケナジムの集団で発見されている。ヒスパニック集団におけるCHEK2変異は創始者効果の存在が示唆されている。

### 他のがん
CHEK2の変異は、がんの遺伝的症例と非遺伝的症例の双方でみられる。前立腺がん、肺がん、大腸がん、腎臓がん、甲状腺がんの症例とCHEK2の変異が研究によって関連付けられている。関連は特定種の脳腫瘍や骨肉腫でも指摘されている。
BRCA1やBRCA2の変異とは異なり、CHEK2の変異は卵巣がんのリスクの増加は引き起こさないようである。

## 減数分裂
マウスの卵母細胞の成熟と初期胚発生の過程において、CHEK2は細胞周期の進行と紡錘体の組み立てを調節している。CHEK2は、主に二本鎖切断に応答するATMキナーゼの下流のエフェクターであるが、主に一本鎖切断に応答するATRキナーゼによっても活性化される。マウスでは、CHEK2はメスの減数分裂においてDNA損傷の監視に必要不可欠である。DNA二本鎖切断に対する卵母細胞の応答は、ATRキナーゼのシグナルがCHEK2を、そしてその後p53とp63を活性化するという階層的経路からなる。
ショウジョウバエDrosophilaでは、生殖系列細胞に対する放射線処理は二本鎖切断を引き起こし、細胞周期の停止とアポトーシスが引き起こされる。ショウジョウバエのCHEK2のオルソログであるmnkとp53のオルソログdp53は、卵母細胞の選別と減数分裂による組換えが起こる卵形成初期にみられる細胞死の多くに必要である。

## 相互作用
CHEK2は次に挙げる因子と相互作用することが示されている。
- BRCA1[15][16]
- GINS2（英語版）[17]
- MDC1[18]
- MSH2[19][20]
- MUS81（英語版）[21]
- PLK1[22]
- PLK3（英語版）[23]

## 関連文献
- “How to activate p53”. Current Biology 10 (8):  R315–7. (Apr 2000). doi:10.1016/S0960-9822(00)00439-5. PMID 10801407.
- “Checking in on Cds1 (Chk2): A checkpoint kinase and tumor suppressor”. BioEssays 24 (6):  502–11. (Jun 2002). doi:10.1002/bies.10101. PMID 12111733.
- “Pathology and gene expression of hereditary breast tumors associated with BRCA1, BRCA2 and CHEK2 gene mutations”. Oncogene 25 (43):  5837–45. (Sep 2006). doi:10.1038/sj.onc.1209875. PMID 16998498.
- “The CHEK2 gene and inherited breast cancer susceptibility”. Oncogene 25 (43):  5912–9. (Sep 2006). doi:10.1038/sj.onc.1209877. PMID 16998506.
- “Mitotic and G2 checkpoint control: regulation of 14-3-3 protein binding by phosphorylation of Cdc25C on serine-216”. Science 277 (5331):  1501–5. (Sep 1997). doi:10.1126/science.277.5331.1501. PMID 9278512.
- “The role of CDP-diacylglycerol synthetase and phosphatidylinositol synthase activity levels in the regulation of cellular phosphatidylinositol content”. The Journal of Biological Chemistry 272 (52):  33402–9. (Dec 1997). doi:10.1074/jbc.272.52.33402. PMID 9407135.
- “S-phase-specific activation of Cds1 kinase defines a subpathway of the checkpoint response in Schizosaccharomyces pombe”. Genes & Development 12 (3):  382–95. (Feb 1998). doi:10.1101/gad.12.3.382. PMC 316487. PMID 9450932.
- “Linkage of ATM to cell cycle regulation by the Chk2 protein kinase”. Science 282 (5395):  1893–7. (Dec 1998). Bibcode: 1998Sci...282.1893M. doi:10.1126/science.282.5395.1893. PMID 9836640.
- “Analysis of Rad3 and Chk1 protein kinases defines different checkpoint responses”. The EMBO Journal 17 (24):  7239–49. (Dec 1998). doi:10.1093/emboj/17.24.7239. PMC 1171070. PMID 9857181.
- “A human homologue of the checkpoint kinase Cds1 directly inhibits Cdc25 phosphatase”. Current Biology 9 (1):  1–10. (Jan 1999). doi:10.1016/S0960-9822(99)80041-4. PMID 9889122.
- “A human Cds1-related kinase that functions downstream of ATM protein in the cellular response to DNA damage”. Proceedings of the National Academy of Sciences of the United States of America 96 (7):  3745–50. (Mar 1999). Bibcode: 1999PNAS...96.3745B. doi:10.1073/pnas.96.7.3745. PMC 22365. PMID 10097108.
- “Mammalian Chk2 is a downstream effector of the ATM-dependent DNA damage checkpoint pathway”. Oncogene 18 (28):  4047–54. (Jul 1999). doi:10.1038/sj.onc.1202925. PMID 10435585.
- “The physical association and phosphorylation of Cdc25C protein phosphatase by Prk”. Oncogene 18 (44):  6029–36. (Oct 1999). doi:10.1038/sj.onc.1202983. PMID 10557092.
- “The DNA sequence of human chromosome 22”. Nature 402 (6761):  489–95. (Dec 1999). Bibcode: 1999Natur.402..489D. doi:10.1038/990031. PMID 10591208.
- “Heterozygous germ line hCHK2 mutations in Li-Fraumeni syndrome”. Science 286 (5449):  2528–31. (Dec 1999). doi:10.1126/science.286.5449.2528. PMID 10617473.
- “Chk2/hCds1 functions as a DNA damage checkpoint in G(1) by stabilizing p53”. Genes & Development 14 (3):  278–88. (Feb 2000). doi:10.1101/gad.14.3.278. PMC 316357. PMID 10673500.
- “DNA damage-induced activation of p53 by the checkpoint kinase Chk2”. Science 287 (5459):  1824–7. (Mar 2000). Bibcode: 2000Sci...287.1824H. doi:10.1126/science.287.5459.1824. PMID 10710310.
- “hCds1-mediated phosphorylation of BRCA1 regulates the DNA damage response”. Nature 404 (6774):  201–4. (Mar 2000). Bibcode: 2000Natur.404..201L. doi:10.1038/35004614. PMID 10724175.
- “Caffeine abolishes the mammalian G(2)/M DNA damage checkpoint by inhibiting ataxia-telangiectasia-mutated kinase activity”. The Journal of Biological Chemistry 275 (14):  10342–8. (Apr 2000). doi:10.1074/jbc.275.14.10342. PMID 10744722.